# Rogers Cup 2016
Rogers Cup 2016 presented by National Bank — тенісний турнір, що проходив на відкритих кортах з твердим покриттям. Це був 127-й за ліком Відкритий чемпіонат Канади серед чоловіків і 114-й - серед жінок. Належав до категорії Мастерс у рамках Туру ATP 2016, а також до категорії Premier 5 в рамках Туру WTA 2016. Чоловічий турнір відбувся в Aviva Centre у Торонто з 25 до 31 липня, а жіночий -  на Uniprix Stadium у Монреаль з 25 до 31 липня 2016 року. Турнір провели на два тижні раніше, ніж зазвичай, через літні Олімпійські ігри 2016.

## Очки і призові

### Нарахування очок
| Дисципліна                 | П    | Ф   | ПФ  | ЧФ  | 1/8 | 1/16 | 1/32 | Q   | Q2  | Q1  |
| Чоловіки, одиночний розряд | 1000 | 600 | 360 | 180 | 90  | 45   | 10   | 25  | 16  | 0   |
| Чоловіки, парний розряд    | 1000 | 600 | 360 | 180 | 90  | 0    | Н/Д  | Н/Д | Н/Д | Н/Д |
| Жінки, одиночний розряд    | 900  | 585 | 350 | 190 | 105 | 60   | 1    | 30  | 20  | 1   |
| Жінки, парний розряд       | 900  | 585 | 350 | 190 | 105 | 5    | Н/Д  | Н/Д | Н/Д | Н/Д |

### Призові гроші
| Дисципліна                 | П        | F        | ПФ       | ЧФ      | 1/8     | 1/16    | 1/32    | Q2     | Q1     |
| Чоловіки, одиночний розряд | $685,200 | $336,000 | $169,100 | $85,985 | $44,600 | $23,540 | $12,710 | $2,930 | $1,490 |
| Жінки, одиночний розряд    | $497,700 | $241,840 | $121,150 | $57,690 | $27,790 | $14,240 | $7,680  | $3,120 | $1,890 |
| Чоловіки, парний розряд    | $212,200 | $103,890 | $52,110  | $26,750 | $13,830 | $7,290  | Н/Д     | Н/Д    | Н/Д    |
| Жінки, парний розряд       | $142,375 | $71,920  | $35,604  | $17,920 | $9,090  | $4,490  | Н/Д     | Н/Д    | Н/Д    |

## Учасники основної сітки в рамках чоловічого турніру

### Сіяні пари
| Країна    | Гравець        | Рейтинг1 | Сіяний |
| --------- | -------------- | -------- | ------ |
| Сербія    | Новак Джокович | 1        | 1      |
| Швейцарія | Стен Вавринка  | 5        | 2      |
| Японія    | Кей Нісікорі   | 6        | 3      |
| Канада    | Мілош Раоніч   | 7        | 4      |
| Чехія     | Томаш Бердих   | 8        | 5      |
| Австрія   | Домінік Тім    | 9        | 6      |
| Бельгія   | Давід Ґоффен   | 11       | 7      |
| Хорватія  | Марин Чилич    | 12       | 8      |
| США       | Джон Ізнер     | 16       | 9      |
| Франція   | Гаель Монфіс   | 17       | 10     |
| Австралія | Нік Киріос     | 18       | 11     |
| Австралія | Бернард Томіч  | 19       | 12     |
| Франція   | Люка Пуй       | 22       | 13     |
| Франція   | Бенуа Пер      | 24       | 14     |
| США       | Стів Джонсон   | 25       | 15     |
| США       | Джек Сок       | 26       | 16     |

- 1Рейтинг подано станом на 18 липня 2016

### Інші учасники
Учасники, що потрапили до основної сітки завдяки вайлд-кард:
- Френк Данцевич
- Стівен Діез
- Пітер Поланскі
- Денис Шаповалов

Такі учасники отримали право на участь завдяки захищеному рейтингові:
- Дмитро Турсунов

Гравці, що потрапили до основної сітки через стадію кваліфікації:
- Джаред Доналдсон
- Emilio Gómez
- Алехандро Гонсалес
- Раян Гаррісон
- Денис Новіков
- Тім Смичек
- Радек Штепанек

### Відмовились від участі
До початку турніру
- Маркос Багдатіс →його замінив  Вашек Поспішил
- Роберто Баутіста Аґут →його замінив  Борна Чорич
- Пабло Куевас →його замінив  Ернестс Гульбіс
- Роджер Федерер →його замінив  Деніс Кудла
- Давид Феррер →його замінив  Тейлор Фріц
- Рішар Гаске →його замінив  Джон Міллман
- Філіпп Кольшрайбер →його замінив  Дуді Села
- Фелісіано Лопес →його замінив  Михайло Южний
- Енді Маррей →його замінив  Іван Додіг
- Рафаель Надаль →його замінив  Ражів Рам
- Альберт Рамос-Vinolas →його замінив  Дональд Янг
- Андреас Сеппі →його замінив його замінив  Лу Єн-Сун
- Жиль Сімон →його замінив  Стефан Робер
- Янко Типсаревич →його замінив  Кайл Едмунд
- Жо-Вілфрід Тсонга →його замінив  Дмитро Турсунов

### Знялись
- Жеремі Шарді
- Сем Кверрі
- Домінік Тім

## Учасники основної сітки в парному розряді

### Сіяні пари
| Країна          | Гравець        | Країна     | Гравець         | Рейтинг1 | Сіяний |
| --------------- | -------------- | ---------- | --------------- | -------- | ------ |
| США             | Боб Браян      | США        | Майк Браян      | 7        | 1      |
| Велика Британія | Джеймі Маррей  | Бразилія   | Бруно Соарес    | 13       | 2      |
| Хорватія        | Іван Додіг     | Бразилія   | Марсело Мело    | 20       | 3      |
| Індія           | Роган Бопанна  | Нідерланди | Жан-Жульєн Роєр | 27       | 4      |
| Румунія         | Флорін Мерджа  | Румунія    | Горія Текеу     | 28       | 5      |
| Канада          | Деніел Нестор  | Канада     | Вашек Поспішил  | 30       | 6      |
| ПАР             | Равен Класен   | США        | Ражів Рам       | 34       | 7      |
| Фінляндія       | Генрі Контінен | Австралія  | Джон Пірс       | 42       | 8      |

- Рейтинг подано станом на 18 липня 2016

### Інші учасники
Нижче наведено пари, які отримали вайлдкард на участь в основній сітці:
- Фелікс Оже-Аліассім /  Денис Шаповалов
- Філіп Бестер /  Аділ Шамасдін

### Знялись
- Джек Сок

## Учасниці основної сітки в рамках жіночого турніру

### Сіяні пари
| Країна          | Гравчиня               | Рейтинг1 | Сіяна |
| --------------- | ---------------------- | -------- | ----- |
| США             | Серена Вільямс         | 1        | 1     |
| Німеччина       | Анджелік Кербер        | 2        | 2     |
| Іспанія         | Гарбінє Мугуруса       | 3        | 3     |
| Польща          | Агнешка Радванська     | 4        | 4     |
| Румунія         | Сімона Халеп           | 5        | 5     |
| США             | Вінус Вільямс          | 7        | 6     |
| Італія          | Роберта Вінчі          | 8        | 7     |
| Іспанія         | Карла Суарес Наварро   | 9        | 8     |
| Росія           | Світлана Кузнецова     | 10       | 9     |
| США             | Медісон Кіз            | 11       | 10    |
| Словаччина      | Домініка Цібулкова     | 12       | 11    |
| Чехія           | Петра Квітова          | 13       | 12    |
| Австралія       | Саманта Стосур         | 14       | 13    |
| Чехія           | Кароліна Плішкова      | 17       | 14    |
| Велика Британія | Джоанна Конта          | 18       | 15    |
| Росія           | Анастасія Павлюченкова | 19       | 16    |
| Україна         | Еліна Світоліна        | 20       | 17    |

- 1 Рейтинг подано станом на 18 липня 2016

### Інші учасниці
Учасниці, що потрапили до основної сітки завдяки вайлд-кард:
- Франсуаз Абанда
- Каролін Гарсія
- Александра Возняк

Гравчині, що потрапили до основної сітки через стадію кваліфікації:
- Катерина Бондаренко
- Дженніфер Брейді
- Наомі Броді
- Маріана дуке-Маріньйо
- Каміла Джорджі
- Нао Хібіно
- Ваня Кінґ
- Крістіна Кучова
- Алла Кудрявцева
- Магда Лінетт
- Ч Шуай
- Чжен Сайсай

Учасниці, що потрапили до основної сітки як заміна:
- Медісон Бренгл

Такі тенісистки потрапили в основну сітку як щасливий лузер:	
- Варвара Лепченко
- Крістіна Макгейл

### Відмовились від участі
До початку турніру
- Вікторія Азаренко (вагітність) → її замінила  Яніна Вікмаєр
- Ірина-Камелія Бегу → її замінила  Гезер Вотсон
- Белінда Бенчич (травма лівого зап'ястка) → її замінила  Дарія Гаврилова
- Єлена Янкович (розтягнення ноги) → її замінила  Місакі Дой
- Гарбінє Мугуруса (хворобу шлунково-кишкового тракту) → її замінила  Варвара Лепченко
- Леся Цуренко (травма лівого стегна) → її замінила  Олена Весніна
- Коко Вандевей → її замінила  Медісон Бренгл
- Серена Вільямс (запалення плеча) → її замінила  Крістіна Макгейл
- Каролін Возняцкі (лівий лікоть) → її замінила  Міряна Лучич-Бароні

Під час турніру
- Сара Еррані

### Знялись
- Ч Шуай

## Учасниці основної сітки в парному розряді

### Сіяні пари
| Країна            | Гравчиня          | Країна            | Гравчиня            | Рейтинг1 | Сіяна |
| ----------------- | ----------------- | ----------------- | ------------------- | -------- | ----- |
| Швейцарія         | Мартіна Хінгіс    | Індія             | Саня Мірза          | 2        | 1     |
| Франція           | Каролін Гарсія    | Франція           | Крістіна Младенович | 7        | 2     |
| Китайський Тайбей | Чжань Хаоцін      | Китайський Тайбей | Чжань Юнжань        | 11       | 3     |
| Росія             | Катерина Макарова | Росія             | Олена Весніна       | 20       | 4     |
| Угорщина          | Тімеа Бабош       | Чехія             | Луціє Шафарова      | 29       | 5     |
| КНР               | Сюй Їфань         | КНР               | Чжен Сайсай         | 31       | 6     |
| США               | Ракель Атаво      | США               | Абігейл Спірс       | 40       | 7     |
| Чехія             | Кароліна Плішкова | Чехія             | Барбора Стрицова    | 52       | 8     |

- Рейтинг подано станом на 18 липня 2016

### Інші учасниці
Нижче наведено пари, які отримали вайлдкард на участь в основній сітці:
- Ежені Бушар /  Керол Чжао
- Дарія Гаврилова /  Саманта Стосур
- Сімона Халеп /  Моніка Нікулеску
- Анджелік Кербер /  Андреа Петкович

Наведені нижче пари отримали місце як заміна:
- Медісон Бренгл /  Тара Мур

### Відмовились від участі
До початку турніру
- Гарбінє Мугуруса

### Знялись
- Чжань Хаоцін

## Фінальна частина

### Чоловіки. Одиночний розряд
- Новак Джокович —  Кей Нісікорі, 6–3, 7–5

### Одиночний розряд. Жінки
- Сімона Халеп —  Медісон Кіз, 7–6(7–2), 6–3

### Парний розряд. Чоловіки
- Іван Додіг /  Марсело Мело —  Джеймі Маррей /  Бруно Соарес, 6–4, 6–4

### Парний розряд. Жінки
- Катерина Макарова /  Олена Весніна —  Сімона Халеп /  Моніка Нікулеску, 6–3, 7–6(7–5)